# Filice
Filice [pronunciación en polaco: /fiˈlitsɛ/] (en alemán: Fylitz) es un pueblo ubicado en el distrito administrativo de Gmina Działdowo, dentro del Condado de Działdowo, Voivodato de Varmia y Masuria, en Polonia del norte. Se encuentra aproximadamente a 6 kilómetros al norte de Działdowo y a 61 kilómetros al suroeste de la capital regional Olsztyn.
El pueblo tiene una población de 206 habitantes.